# 上海軌道交通AC11型電車
上海軌道交通AC11型電車（シャンハイきどうこうつうAC11がたでんしゃ）は、上海軌道交通5号線で運転されている電車。

## 概要
AC11型電車はアルストムのメトロポリスシリーズが採用され、同社と上海アルストム交通設備有限公司で17編成（68両）が生産された。2003年11月25日より上海軌道交通5号線の開業と共に運転開始された。現在上海軌道交通唯一の「乗客が車両の行き来ができない列車」である。

## 編成
両端の先頭車が制御車、中間車2両が電動車、MT比2M2Tの4両編成である。